# Polimixine

Colistina

Polimixina B (R=H is polymyxin B1, R=CH_{3} is polymyxin B2)

Le polimixine sono una classe di antibiotici utilizzati principalmente per il trattamento di infezioni mediate da batteri Gram-negativi. Costituite dalla polimixina B e dalla polimixina E (colistina), esse vanno ad interferire con la membrana cellulare batterica.
Sono prodotte in natura dai batteri gram-positivi Paenibacillus polymyxa.

## Meccanismo d'azione
Dopo essersi legate al lipopolisaccaride(in particolare alla fosfatidiletanolamina) della membrana cellulare esterna dei batteri Gram-negativi, le polimixine riescono, attraverso la coda apolare, a danneggiare le membrane interne ed esterne del batterio con una modalità d'azione simile a quella di un detergente. 
La polimixina B riesce a legarsi al batterio anche senza l'utilizzo della "coda" rendendo la parete cellulare più permeabile ed instabile ma risultando priva di effetti direttamente battericidi.
Le polimixine svolgono questa attività battericida nei confronti di un gran numero di bacilli gram-negativi, ad eccezione di quelli appartenenti al genere Proteus. 
Esse risultano particolarmente attive contro Pseudomonas aeruginosa (MIC 0,02-4 µg/ml). 
Fra gli altri microorganismi gram-negativi risultano molto sensibili Escherichia coli (MIC 0,02-12 µg/ml), Enterobacter spp. (MIC 0,02-12 µg/ml), Klebsiella pneumoniae (MIC 0,02-0,5 µg/ml), Bordetella pertussis, Haemophilus influenzae, Salmonella typhi (MIC 0,02 µg/ml), Salmonella typhimurium (MIC 0,02 µg/ml), Shigella sonnei (MIC 0,02 µg/ml). Providencia, Brucella, Serratia marcescens, Bacteroides fragilis sono generalmente resistenti.
I batteri possono sviluppare resistenze alle polimixine modificando la struttura del lipopolisaccaride.

## Usi clinici
Le polimixine sono dotate di una relativa neurotossicità e nefrotossicità, perciò vengono adoperate solo in caso di batteri multiresistenti agli altri antibiotici (Pseudomonas aeruginosa multiresistente, Acinetobacter baumannii resistente ai carbapenemi e le Enterobacteriaceae produttrici di carbapenemasi).
Le polimixine possono essere utilizzate sia per via orale, sia per via parenterale, sia per via cutanea.

## Chimica
Le polimixine sono un gruppo di polipeptidi ciclici non ribosomiali che vengono sintetizzate dai batteri appartenenti al sottogenere Peenibacillus. Le polimixine sono costituite da 10 residui amminoacidi, sei dei quali sono acido L-α,γ-diamminobutirrico (L-DAB). I residui DAB fanno sì che le polimixine abbiano gruppi carichi positivamente a pH fisiologico.
Le polimixine sono prodotte da sistemi peptidici sintetasi non ribosomiali attraverso vari moduli enzimatici.

## Ricerca
Le polimixine vengono utilizzate per neutralizzare i contaminanti di lipopolisaccaride (LPS) dei batteri gram negativi data la notevole affinità che possiede per esso poiché questo componente altererebbe i risultati sperimentali di campioni immunologici.
Aumentando la permeabilità cellulare le polimixine vengono utilizzate anche nel lavoro clinico per favorire il rilascio di tossine da parte di batteri Gram-negativi.
Il problema globale delle resistenza batteriche agli antibiotici ha portato ad un rinnovato interesse verso questa classe di antibiotici che, essendo stata poco utilizzata, dispone ancora di un'ottima efficacia d'azione.